# Optimisation de boucle
 (octobre 2023).
Si vous disposez d'ouvrages ou d'articles de référence ou si vous connaissez des sites web de qualité traitant du thème abordé ici, merci de compléter l'article en donnant les références utiles à sa vérifiabilité et en les liant à la section « Notes et références ».
En programmation informatique, les optimisations de boucle sont un ensemble de techniques visant à accélérer l'exécution des boucles de programmation.
Parmi les nombreuses techniques applicables, on peut citer :
- le déroulage des boucles
- le pipelining des boucles
- la parallélisation de boucle
- le déplacement des invariants de boucle.